# Julia Prejmerean-Aston
Julia Prejmerean-Aston (* 1952 in Schäßburg, Siebenbürgen) ist eine deutsche Malerin. Sie lebt heute in Winterborn.
Im Jahre 1977 wanderte sie in die Bundesrepublik aus, studierte Elektrotechnik und arbeitete in einer Firma für Automatisierungstechnik als Werbegrafikerin. 1990 eröffnete sie ein eigenes Atelier-Büro als Grafikerin und Malerin in Winterborn (Nümbrecht).

## Einzelausstellungen (Auswahl)
- 18 Einzelausstellungen

## Gruppenausstellungen (Auswahl)
- 12 Gruppenausstellungen

## Werke (Auswahl)
- 1996 Winterreise, 150 × 105 cm, Mischtechnik auf Leinwand,
- 1996 Wintersonne II, 100 × 110 cm, Mischtechnik,
- 1997 Tanz des Quadrats I, 110 × 115 cm, Mischtechnik auf Leinwand,
- 1998 Brücke VII, 150 × 100 cm, Mischtechnik auf Leinwand,
- 2002 Gebet, 20 × 30 cm, Tusche auf Papier